# NTLM
NTLM (ang. NT LAN Manager) – kryptograficzny protokół sieciowy opracowany przez firmę Microsoft, służący do uwierzytelniania użytkowników sieci w środowiskach Windows.